# KV18
KV18 (Kings' Valley 18) è la sigla che identifica una delle tombe della Valle dei Re in Egitto; incompiuta, venne iniziata per Ramses X (XX dinastia), ma probabilmente mai utilizzata.

## Storia
La tomba, già nota dall’antichità, venne rilevata e mappata da Richard Pococke nel 1737-1738. Nuovamente mappata e rilevata dalla spedizione napoleonica del 1799 e da James Burton nel 1825. Sottoposta a rilievi epigrafici a cura della spedizione franco-toscana di Ippolito Rosellini nel 1828-1829 e poi da Karl Richard Lepsius nel 1844-1845 e da Eugène Lefébure nel 1889. Scai vennero eseguiti da Howard Carter nel 1902. Nuove rilevazioni epigrafiche a cura di John Romer nel 1978 per conto del Brooklyn Museum e scavi sistematici nel 1998-2000 nell’ambito del Mission Siptah-Ramses X (MISR).
La tomba venne usata da Carter nel 1903, all’epoca Sovrintendente della necropoli, per installare il primo generatore di corrente elettrica per l’illuminazione di alcune tombe della Valle dei Re.

## Architettura e ritrovamenti
KV18 si presenta con struttura tipica delle tombe della XX dinastia, con asse rettilineo. Ad un’entrata seguono due corridoi in leggera pendenza; un terzo corridoio si presenta non terminato. La tomba si presentava quasi completamente ostruita da detriti che sono stati rimossi completamente solo nella campagna di scavo del MISR, nel 1998-2000.
Sull’architrave di ingresso la rappresentazione del sole, mentre nel primo corridoio sono presenti immagini appena abbozzate (ben visibili e riportate da Jean-François Champollion durante i rilievi della spedizione franco-toscana, ma oggi scarsamente leggibili) di Ramses X in presenza di varie divinità.
All’interno della tomba sono stati rinvenuti frammenti di mobilio, di suppellettili e vasellame funerario e resti di animali, tutti non originali della tomba, ma riversatisi all’interno a seguito di inondazioni.

### Annotazioni
1. ↑  Le tombe vennero classificate nel 1827, dalla numero 1 alla 22, da John Gardner Wilkinson in ordine geografico. Dalla numero 23 la numerazione segue l’ordine di scoperta.

### Fonti
1. ↑   Copia archiviata, su aegyptologie.unibas.ch. URL consultato il 20 febbraio 2017 (archiviato dall'url originale il 4 febbraio 2017).
2. 1 2  Theban Mapping Project.
3. ↑  Nicholas Reeves e Richard Wilkinson, The complete valley of the Kings, New York, Thames & Hudson, 2000, p. 172.